# Madeleine Jessup
Madeleine Jessup (* 14. Juli 2005) ist eine taiwanische Tennisspielerin.

## Karriere
Jessup spielt hauptsächlich Turniere auf der ITF Women’s World Tennis Tour, bei der sie bislang einen Doppeltitel gewinnen konnte.
2023 trat sie im Januar bei den Australian Open an. Im Juniorinneneinzel erreichte sie mit einem 6:4, 3:6 und 6:1 gegen Cara Maria Meșter die zweite Runde, wo sie dann Nina Vargová mit 6:4, 2:6 und 4:6 unterlag. Im Juniorinnendoppel verlor sie an der Seite ihrer Partnerin Melisa Ercan in der ersten Runde gegen die Paarung Anya Murthy und Malwina Rowinska mit 6:4, 3:6 und [8:10].
Im Jahr 2023 spielte Jessup im April erstmals für die taiwanische Billie-Jean-King-Cup-Mannschaft; ihre Billie-Jean-King-Cup-Bilanz weist bislang sieben Siege bei zwei Niederlagen aus.

### College Tennis
Jessup spielt seit 2023 für die Damentennis-Mannschaft der Tigers der Princeton University.

## Turniersiege

### Doppel
| Nr. | Datum             | Turnier | Kategorie | Belag | Partnerin   | Finalgegnerinnen             | Ergebnis         |
| --- | ----------------- | ------- | --------- | ----- | ----------- | ---------------------------- | ---------------- |
| 1.  | 30. November 2024 | Antalya | ITF W15   | Sand  | Janice Tjen | Stefania Bojica Briana Szabó | 7:5, 4:6, [11:9] |

## Persönliches
Madeleine ist die Tochter von Cynthia Lu und Michael Jessup und hat einen Bruder Gabriel Jessup.